# Dana Priest
Dana Louise Priest, née le 23 mai 1957, est une journaliste, écrivaine et enseignante américaine. Elle a travaillé pendant près de 30 ans pour le Washington Post. Elle occupe la chaire John S. et James L. Knight en journalisme d'affaires publiques au Philip Merrill College of Journalism de l'université du Maryland.

## Carrière
Avant de devenir journaliste d'investigation à temps plein au Washington Post, Priest se spécialise dans les rapports de renseignement et écrit de nombreux articles sur la guerre contre le terrorisme américaine. Elle est, à l'époque, correspondante du Washington Post au Pentagone.
En 2006, elle a remporté le prix Pulitzer pour ses rapports persistants et minutieux sur les prisons secrètes de la CIA (black sites) et d'autres reportages controversés de la campagne antiterroriste du gouvernement américain.
En 2008, The Washington Post a remporté le prix Pulitzer du service public, citant le travail des journalistes Dana Priest et Anne Hull (en) et du photographe Michel du Cille "dénonçant les mauvais traitements infligés aux anciens combattants blessés à l'hôpital Walter Reed, provoquant un tollé national et produisant des réformes par des fonctionnaires fédéraux.",.
En février 2006, Priest a reçu le prix George-Polk du reportage national pour son article de novembre 2005 sur les lieux de détention secrets de la Central Intelligence Agency (CIA) dans des pays étrangers. Priest a également révélé l'existence des centres de renseignement antiterroriste (CRA) dans un article en première page du The Washington Post le 17 novembre 2005. Ce sont des centres d'opérations antiterroristes gérés conjointement par la CIA et les services de renseignement étrangers. L'Alliance Base à Paris, impliquant la Direction générale de la sécurité extérieure (DGSE) et d'autres agences de renseignement, est l'une des CRA les plus importantes.

### Prisons secrètes de la CIA
L'article de Priest intitulé « La CIA détient des suspects de terreur dans des prisons secrètes », publié par le  Washington Post au-dessus du pli le 2 novembre 2005, affirme l'existence de sites d' interrogatoire clandestins, extraterritoriaux, de la CIA. Cet article a déclenché un débat mondial sur ces prisons secrètes.
L'article mettait au jour les révélations collectées depuis plus d'un an de Priest et du journaliste d'investigation Joe Stephens. L'article de Priest indique qu'en plus des 750 détenus de Guantanamo Bay en garde à vue militaire, la CIA détenait environ 30 hauts dirigeants et environ 100 soldats d'al-Qaïda et des talibans dans des installations détenues par le gouvernement américain à travers le monde. Elle écrit que plusieurs anciens pays du bloc soviétique avaient autorisé la CIA à gérer des installations d'interrogatoire sur leur territoire.
Le 21 avril 2006, le New York Times a affirmé qu'une enquête de l'Union européenne, sous la direction du Suisse Dick Marty, n'a pas prouvé l'existence de prisons secrètes de la CIA en Europe. Mais le rapport de Dick Marty, publié en juin 2006, a montré que 14 pays européens avaient participé aux restitutions extraordinaires de la CIA, en utilisant divers aéroports et bases militaires (Base aérienne de Ramstein en Allemagne, champ de Lajes aux Açores, etc.).
Lors d'un discours, le 6 septembre 2006, le président américain George W. Bush a reconnu l'existence des prisons secrètes gérées par la Central Intelligence Agency (CIA).
Priest a déclaré que le président Bush, l'ancien vice-président Cheney et d'autres membres du Conseil de sécurité nationale avaient personnellement tenté de persuader The Washington Post de ne pas publier l'article lors d'une réunion à  la Maison-Blanche, mais que le rédacteur en chef Leonard Downie prit la décision de le publier.
Dans une interview, Priest a confirmé que la CIA avait renvoyé son histoire au département de la Justice des États-Unis et que divers membres du Congrès américain avaient appelé à une enquête, pour déterminer si elle ou ses sources avaient enfreint des lois.
The Washington Post a rapporté le 21 avril 2006 qu'une employée de la CIA, Mary O. McCarthy, a été licenciée pour avoir prétendument divulgué des informations classées secrètes à Priest et à d'autres journalistes. L'allégation a été contestée par McCarthy et par The Washington Post.

Dans un entretien de fond avec Frontline, Priest a répondu aux critiques selon lesquelles ses reportages auraient pu nuire à la sécurité nationale en disant : 

« Il n'y a pas de flux d'informations dans le domaine du renseignement, il n'y en a tout simplement pas. Cela ne permet pas de regarder les journaux tous les jours. Les gens qui disent cela, ils ne font que croire la parole du gouvernement. Je pense que nous avons fait un travail très responsable dans ce que nous avons fait. Nous avons essayé de trouver un moyen de transmettre autant d'informations au public que possible sans porter atteinte à la sécurité nationale. »

  Répondant à une question sur la possibilité de nuire aux intérêts américains en publiant ou en faisant allusion à diverses capacités, sources et méthodes des services du renseignement américain, Priest a déclaré : 

« Cela a-t-il un sens pour vous ? Faire savoir aux méchants que nous pouvons les écouter, ils ne le savent pas ? Je pense que l'un des faits révélateurs de l'affaire NSA [écoutes téléphoniques], si vous prenez le gouvernement au pied de la lettre, est la mesure dans laquelle il sous-estime l'ennemi, ce qui n'est pas une bonne chose si vous voulez vaincre l'ennemi. »

### L'invasion de l'Irak
Dans les jours qui ont précédé l'invasion de l'Irak en 2003, Priest et sa collègue journaliste du Washington Post Karen DeYoung ont déposé un article auprès de leurs rédacteurs en chef selon lequel la CIA avait des doutes importants sur les documents alléguant une tentative d'achat d'uranium, mais l'article n'a été publié que le 22 mars 2003, après le début de l'invasion.

### Conditions de Walter Reed
Le 18 février 2007, Dana Priest et Anne Hull ont exposé les conditions dégradantes infligées aux patients ambulatoires du centre médical de l'armée Walter Reed, des vétérans de la guerre en Irak. Cette histoire a provoqué un tollé à travers les États-Unis et a entraîné la démission du secrétaire de l'armée américain de l'époque, Francis J. Harvey.
Priest a révélé l'existence de moisissures, de souris et de rouille dans ces centres de soins ambulatoires et a montré la détérioration des conditions dans les installations pour les soldats blessés et les anciens combattants.
Cela a abouti à des enquêtes sévères par le représentant américain Henry Waxman qui a présidé le United States House Committee on Oversight and Government Reform pour la Chambre des représentants et par le sénateur Carl Levin, du côté du Sénat, qui a présidé le Comité du Sénat américain sur les services armés.
Les Républicains et les démocrates se sont mis d'accord pour critiquer les responsables de ces mauvaises conditions.
Le président George W. Bush a nommé l'ancien chef de la majorité au Sénat et sénateur candidat à la présidence de 1996, Bob Dole, et l'ancienne secrétaire des États-Unis à la Santé et aux Services sociaux, Donna Shalala, pour superviser le processus de soins de santé pour les soldats blessés.
Ces reportages ont permis à Dana Priest de remporter le prix Pulitzer du service public en 2008.
Lors d'une cérémonie, le 12 avril 2013, Priest a accepté le premier prix Pell Center for Storytelling in the Public Square pour cette histoire et d'autres articles,.

### L'Amérique classée secrète
Le 19 juillet 2010, le Washington Post a publié en ligne l'article "Top Secret America". Il s'agissait d'un effort collaboratif de Dana Priest et William Arkin. Le rapport, qui a pris près de deux ans à être complété, détaille le renforcement de la sécurité nationale aux États-Unis après les attentats du 11 septembre.
Le 6 septembre 2011, PBS a présenté le travail de Priest et Arkin sur Top Secret America de la série documentaire d'information Frontline,.
Plus tard le même mois, Priest et Arkin ont lancé leur livre, Top Secret America, publié par Little, Brown and Company,,,,,.
En 2014, Priest est devenue la troisième chaire John S. et James L. Knight en journalisme d'affaires publiques au Philip Merrill College of Journalism de l'Université du Maryland.

### Press Uncuffed
En 2015-2016, Priest a lancé, avec des étudiants de l'Université du Maryland et en collaboration avec le Committee to Protect Journalists, Press Uncuffed.
Press Uncuffed est une campagne visant à faire libérer des journalistes emprisonnés à travers le monde en vendant des bracelets portant leur nom. Huit des journalistes visés par Press Uncuffed ont ainsi été libérés, dont Jason Rezaian du The Washington Post.

### Autres
Dana Priest est l'auteur d'un livre intitulé, The Mission: Waging War and Keeping Peace With America's Military.
Elle a été récipiendaire de la bourse MacArthur, du prix Gerald R. Ford pour les reportages distingués sur la défense nationale en 2001 et du Prix du livre Helen Bernstein de la Bibliothèque publique de New York pour l'excellence en journalisme en 2004.
Une ancienne de l'Université de Californie à Santa Cruz, et ancienne rédactrice en chef de City on a Hill Press. Elle a été chercheuse invitée à l'Institut américain de la paix.
Lorsqu'elle était journaliste attitré à la sécurité nationale, Priest participait régulièrement à des discussions en ligne détaillées avec les lecteurs sur le site Web du The Washington Post.
En avril 2011, Priest a participé à une table ronde intitulée Les médias pourraient-ils dévoiler une histoire comme le Watergate aujourd'hui ? avec Bob Woodward et Carl Bernstein à l'Université du Texas à Austin.
Dana Priest vit à Washington. Elle a deux enfants et est mariée à William Goodfellow, le directeur exécutif du Center for International Policy.

## Livres
- The Mission: Waging War and Keeping Peace with America's Military, W. W. Norton & Company, 2003 (ISBN 978-0-393-01024-4, lire en ligne)
- Top Secret America: The Rise of the New American Security State (with William Arkin), Little, Brown and Company, 2011 (ISBN 978-0-316-18221-8)